# سمندر سفید
سمندر سفید یا پروتئوس (نام علمی: Proteus anguinus) نام یک گونه سمندر از خانواده ی سفیدسمندران است. بر خلاف بسیاری دیگر از دوزیستان این جانور در تمام مراحل زندگی شامل استراحت، تغذیه، جفتگیری و تولیدمثل در زیر آب بوده و در غارهای دارای آب زندگی می‌کند. زیستگاه این جانور غارهای موجود در کوه‌های آلپ دیناری در مرکز و جنوب شرقی اروپا بوده که شامل مناطقی از کشورهای اسلوونی، ایتالیا، کرواسی و بوسنی و هرزگوین می‌باشد.در ایران هم تنها زیستگاهش غار قوری قلعه کرمانشاه بود که به دلیل قاچاق و شکار بی رویه منقرض شد این جانور در اطراف شهر ویچنزا در ایتالیا و کرانی در اسلوونی نیز به عنوان یک گونهٔ معرفی‌شده دیده شده استِ.

## ویژگی‌ها
این جانور با شرایط زندگی در غارهای فاقد نور وفق پیدا کرده و نابینا و فاقد هر گونه پیگمان یا رنگدانه در پوست خود است. در مقابل توان بویایی و شنوایی در این جانور بسیار بالاست. پروتئوس‌ها دارای سه انگشت در پاهای جلویی و دو انگشت در پاهای عقبی می‌باشد. بدن این جانور مشابه مار است. طول بدن ۲۰ تا ۳۰ سانتی‌متر است و حیوان ماده اندازهٔ بزرگ‌تری دارد.
تولیدمثل
تشخیص جنسیت این دوزیست با توجه به وضعیت و شکل کلوآک امکان‌پذیر است. پروتئوس ماده می‌تواند تا ۷۰ تخم بگذارد. اندازهٔ تخم‌ها حدود ۱۲ میلی‌متر است و تخم‌ها جهت امنیت بیشتر در لابلای سنگ‌ها قرار داده می‌شوند. تعداد تخم‌ها معمولاً ۳۵ عدد بوده و جانور ماده هر ۱۲ سال یک بار تخمگذاری می‌کند. نوزادان مشابه والدین هستند و دگردیسی ندارند. نوزادان در دماهای بالاتر آب زودتر از تخم خارج می‌شوند. نوزادان سمندر در آب با دمای ۱۰ درجه سانتی گراد پس از ۱۴۰ روز از تخم خارج شده و در دمای ۱۵درجه پس از ۸۶ روز متولد می‌شوند. نوزادان پس از ۱۴ سال بالغ می‌شوند.
تغذیه
سمندرهای سفید جانورانی گوشتخوار و شکارچی هستند و از حلزون‌ها، سخت پوستان کوچک و حشرات تغذیه می‌کنند. یکی از سازگاری‌های این جانور با محیط غار توانایی تحمل کمبود غذا در این جانور است. بر اساس یک آزمایش در شرایط کنترل شده مشخص گردید که یک سمندر سفید می‌تواند فقدان غذا و عدم تغذیه را تا ۱۰ سال تحمل کرده و زنده بماند.